# Moncrivello
Moncrivello är en ort och kommun i provinsen Vercelli i regionen Piemonte, Italien. Kommunen hade 1 395 invånare (2018).